# آراف تیروئید
آراف تیروئید (به انگلیسی: RF thyroid) یک تکنولوژی جدید درمانی است که در آن امواج بی خطر رادیویی استفاده می‌شود، استفاده از این تکنولوژی برای گره‌های تیروئید به این شکل است که امواج با کمک یک سوزن باریک دقیقاً به محل گره تابانیده و گره تیروئید از بین می‌رود، در حقیقت سلولهای گره سوزانده می‌شوند.
در این روش نوین درمانی که بیشتر برای توده‌های خوش‌خیم استفاده می‌شود، موج رادیویی با طول موج ۲۰۰ تا ۱۲۰۰ کیلو هرتز به محل مورد نظر تابانده می‌شود. به این دلیل که سلول‌های توده به گرما و نوسان بالا حساس بوده و این موارد باعث از بین رفتن آن‌ها می‌شود، با تابیده شدن این امواج، توده به میزان قابل توجهی کوچک‌تر خواهد شد. از مزیت‌های این روش درمانی می‌توان به غیر تهاجمی بودن آن و حفظ ظاهر و عملکرد طبیعی اندام مورد نظر اشاره کرد. با توجه به این که این درمان باعث آسیب بافتی به ضایعه می‌شود، بهتر است قبل از آن از بیمار آزمایش‌های خونی و انعقادی گرفته شود. بعد از اتمام پروسه ممکن است بیمار احساس خارش یا درد کند که توسط قرص‌های ضد حساسیت و مسکن برطرف می‌شود.